# Saramaya
 (avril 2021).
Si vous disposez d'ouvrages ou d'articles de référence ou si vous connaissez des sites web de qualité traitant du thème abordé ici, merci de compléter l'article en donnant les références utiles à sa vérifiabilité et en les liant à la section « Notes et références ».
Saramaya est un groupe musical de percussionnistes du Burkina Faso.
Formé de Désiré Ouattara, fondateur du groupe, Moussa Dembélé, Dikalia Diarra, Assita Sanou et de Soungalo Sanou, Saramaya a été créé dans les années 90.